# SpaceX CRS-10
SpaceX CRS-10 (SpX-10) – misja statku transportowego Dragon, prowadzona przez prywatną firmę SpaceX na zlecenie amerykańskiej agencji kosmicznej NASA w ramach programu Commercial Resupply Services w celu zaopatrzenia Międzynarodowej Stacji Kosmicznej.

## Przebieg misji

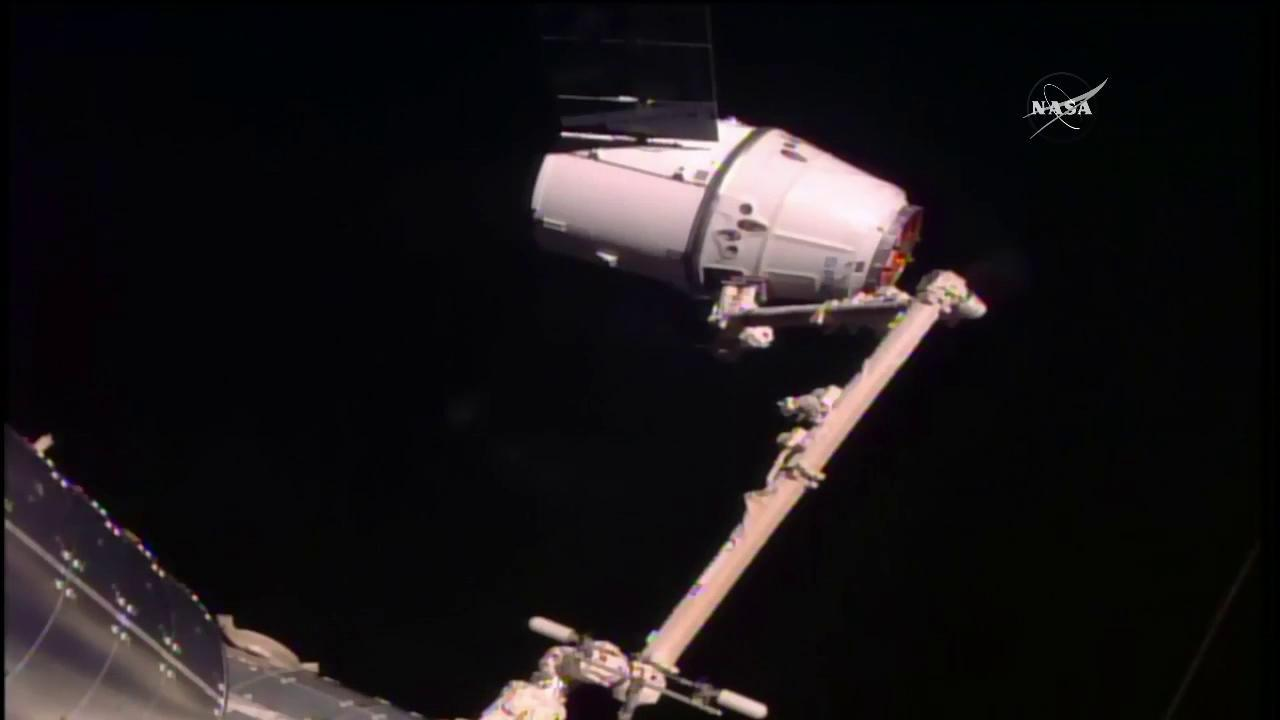
Dragon CRS-10 przechwycony przez Canadarm2

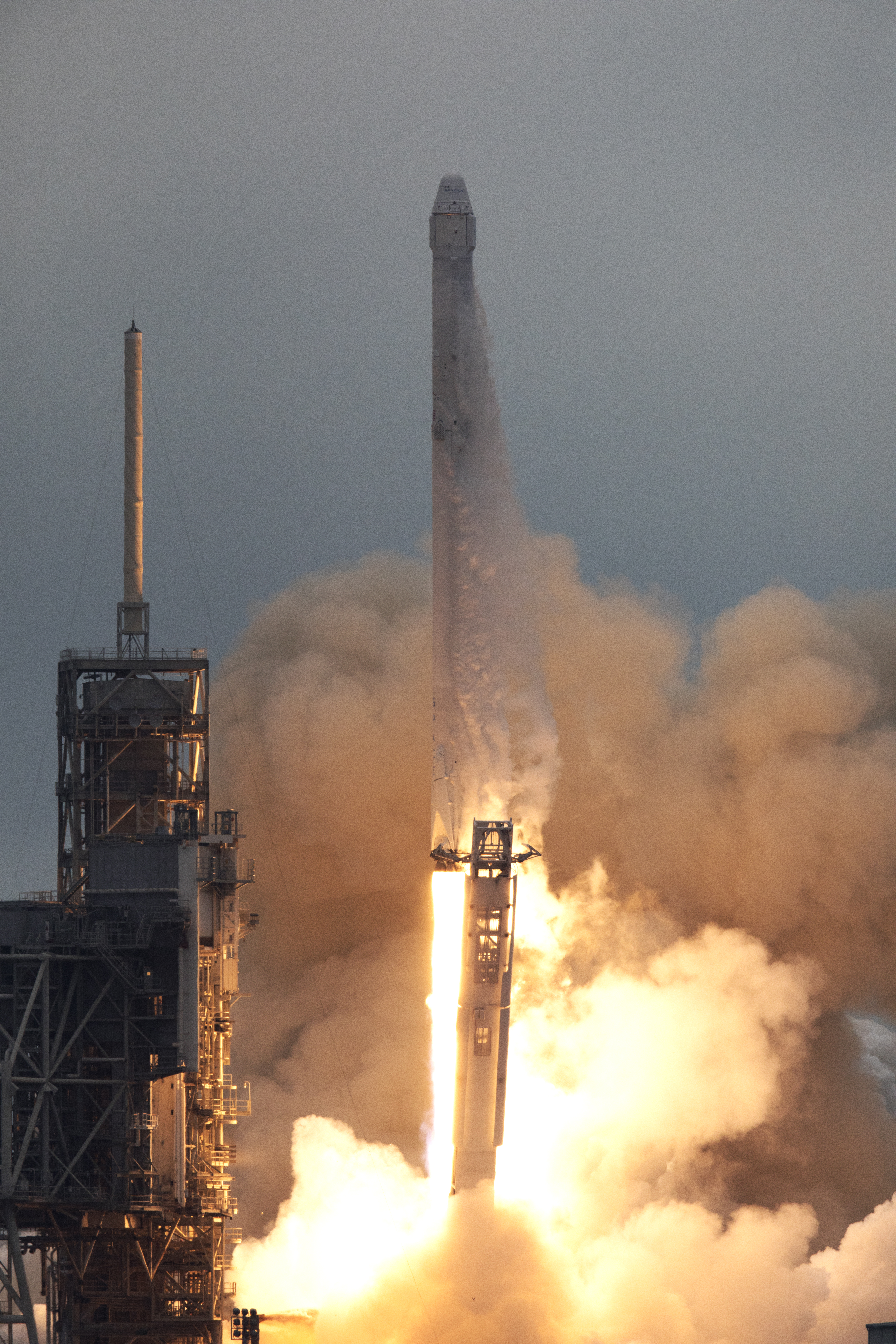
Start rakiety Falcon 9 z pojazdem Dragon CRS-10

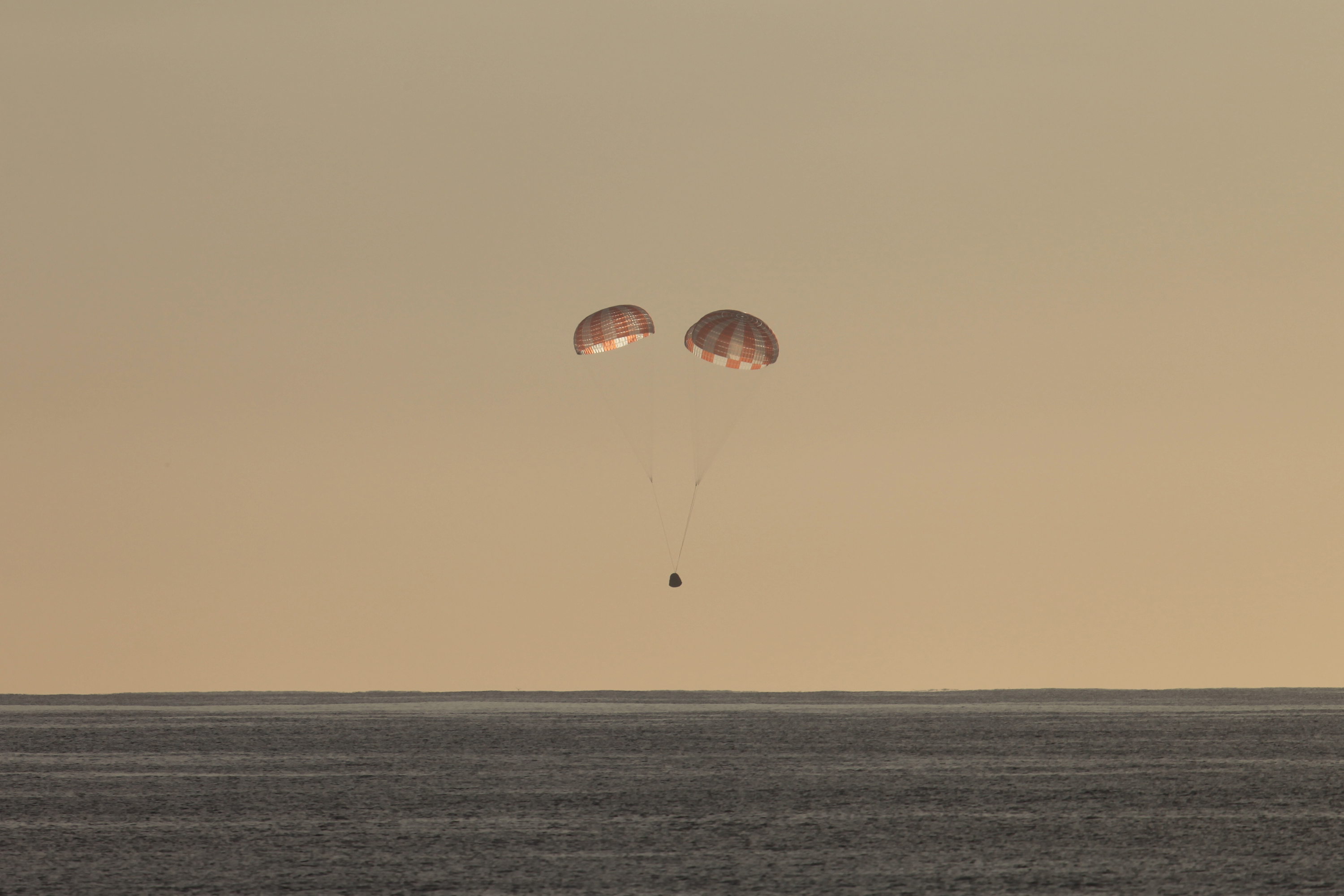
Kapsuła Dragon CRS-10 przed wodowaniem

Start misji, początkowo planowany na listopad 2016, w związku z eksplozją we wrześniu 2016 został przełożony na początek 2017 roku, ostatecznie ustalając datę startu na 18 lutego 2017. Rakieta nośna Falcon 9 FT ze statkiem Dragon wystartowała z platformy startowej LC-39A z Centrum Kosmicznego im. Kennedy’ego. Był to pierwszy start z tej platformy od startu misji STS-135 w 2011. 
Rakietę po raz pierwszy na wyrzutni ustawiono 10 lutego 2017. Rakieta, wówczas jeszcze bez zamontowanego pojazdu, została poddana próbnemu zapłonowi silników głównych, który miał miejsce 13 lutego 2017. Po udanym teście rakieta powróciła do hali montażowej, gdzie został zamontowany pojazd Dragon.
18 lutego 2017 na 15 sekund przed planowanym startem przerwano odliczanie. Przyczyną wstrzymania startu był nieprawidłowy odczyt dotyczący mechanizmu sterowania wektorem ciągu silnika drugiego stopnia. Ostatecznie rakieta Falcon 9 wystartowała 19 lutego 2017 o 14:39 czasu UTC. Pierwszy stopień rakiety, odłączony po ok. trzech minutach lotu, wylądował bezproblemowo na platformie LZ-1 na przylądku Canaveral o 14:48 UTC. Statek Dragon odłączył się od drugiego stopnia rakiety o 14:49 UTC.
23 lutego 2017 o 10:44 UTC Dragon został uchwycony przez mechaniczne ramię Canadarm2, a następnie przyciągnięty do portu cumowniczego CBM modułu Harmony, gdzie o 13:12 UTC nastąpiło jego dokowanie do stacji.
Statek Dragon pozostał zadokowany do ISS przez do 19 marca 2017, kiedy to został odłączony od stacji i odciągnięty przez Canadarm2, a następnie wypuszczony o 09:11 UTC. Później przeprowadzona została jego kontrolowana deorbitacja, w wyniku czego kapsuła ciśnieniowa Dragona wodowała na Pacyfiku o 14:46 UTC.

## Ładunek
W ramach misji CRS-10 planowane jest wyniesienie na orbitę 2029 kg ładunku w sekcji ciśnieniowej statku Dragon oraz 977 kg w nieciśnieniowej sekcji ładunkowej. Głównym ładunkiem sekcji nieciśnieniowej był zestaw SAGE 3-ISS, mający służyć do pomiaru stężenia gazów w atmosferze ziemskiej.